# Baldur’s Gate: Dark Alliance 2
Baldur’s Gate: Dark Alliance 2 ist die direkte Fortsetzung des Action-Rollenspiel Baldur’s Gate: Dark Alliance. Es wurde von den Black Isle Studios, der Rollenspielabteilung des amerikanischen Publishers Interplay Entertainment entwickelt. Es erschien am 6. Februar 2004 für PlayStation 2 und Xbox. Am 20. Juli 2022 wurde eine überarbeitete Version des Titels für Windows, macOS, Linux, PlayStation 4, PlayStation 5, Xbox One, Xbox Series X und Nintendo Switch veröffentlicht.

## Handlung
Das Spiel schließt unmittelbar an seinen Vorgänger an. Durch den Tod Eldriths wird der Onyxturm zerstört. Die drei Heldencharaktere entkommen dem einstürzenden Bauwerk, werden aber von Mordoc SeLanmere, einem mächtigen Vampir und Verbündeten Eldriths, festgesetzt. Dieser verfolgt seinerseits den Plan, den Onyxturm wiederzuerrichten und somit seine Macht auszudehnen. Eine Gruppe von fünf neuen Helden erreicht die Stadt Baldurs Tor und begibt sich von dort aus im Auftrag des Geheimbundes der Harfner auf die Spur SeLanmeres, um ihn letztlich von der Durchführung seiner Pläne abzuhalten.
Wie bereits beim Vorgänger wird auch im zweiten Teil in der Erzählung von einer gemeinsamen Mission aller Heldencharaktere ausgegangen, obwohl der Spieler nur einen einzigen Charakter steuert.

## Spielprinzip
Wie bereits sein Vorgänger ist auch Dark Alliance 2 ein Action-Rollenspiel im Stil von Diablo. Der Spieler wählt seinen Hauptcharakter zu Beginn aus fünf neuen, vorgegebenen Figuren aus: dem menschlichen Barbar Dorn Redbear, dem Nekromanten Ysuran Aundril, dem Zwerg Borador Goldhand, dem weiblichen Drow-Mönch Vhaidra Uoswiir und der Klerikerin des Helm Alessia Faithhammer. Als Bonuscharaktere stehen der aus dem Vorgänger bekannte Drizzt Do’Urden und Artemis Entreri nach erfolgreicher Beendigung des Spiels zur Auswahl. Die Charaktergenerierung verläuft im Gegensatz zum zugrundeliegenden D&D-Regelwerk in engen Grenzen.
Der Spieler steuert seinen einzigen Charakter direkt mit Hilfe des Gamepads aus einer Überblicks-Perspektive, mit einer frei drehbaren und in drei Stufen hereinzoombaren Kamera. Das Kampfgeschehen wird in Echtzeit ausgespielt. Durch das Lösen von Aufgaben und das Töten von Gegner sammelt der Spieler wie in Rollenspielen üblich Erfahrungspunkte, die es beim Erreichen gewisser Punktegrenzen erlauben, die Fähigkeiten der Spielfigur auszubauen. Die Entwicklungsmöglichkeiten der Charaktere sind durch einen sehr begrenzten, charakterspezifischen Fähigkeitenbaum vorgegeben. Die Fähigkeitenauswahl ist vorwiegend kampforientiert, Zaubersprüche verbrauchen im Gegensatz zum D&D-Regelwerk auch in Dark Alliance 2 Manaenergie. Neben actionorientierten Kämpfen gibt es Geschicklichkeits- und Sprungpassagen sowie einfache Schalterrätsel. Zum Speichern des Spielstandes muss der Spieler spezielle Speicherpunkte in der Spielwelt aufsuchen.
Anders als im Vorgänger besitzt jeder Charakter mit Ausnahme der Bonuscharaktere eine auf ihn zugeschnittene Missionsreihe. Der Missionsumfang und damit die Spieldauer wurde deutlich erhöht, vor allem durch den Einbau zahlreicher Nebenquests. Ein einfaches Handwerkssystem erlaubt dem Spieler mit Hilfe von Edelsteinen den Ausbau und die Verbesserung seiner Ausrüstung.
Die Einzelspielerkampagne kann auf Wunsch mit einem zweiten Mitspieler in einem kooperativen Modus durchgespielt werden.

## Entwicklung
Anders als der Vorgänger wurde Dark Alliance 2 nicht von den Snowblind Studios, sondern von den Black Isle Studios entwickelt. Es ist gleichzeitig das letzte Spiel des Entwicklers, da Interplay seine Rollenspielabteilung noch vor Veröffentlichung am 8. Dezember 2003 schloss. Wie sein Vorgänger verwendet auch Dark Alliance 2 die Dark-Alliance-Engine. Lead Designer war David Maldonado, der zuvor am Design von Icewind Dale II und Planescape: Torment mitgearbeitet hatte. Der Designer des ersten Teils, Chris Avellone, wäre zwar die erste Wahl gewesen, war aber 2003 zu Obsidian Entertainment gewechselt und darüber hinaus mit dem Skript zu Star Wars: Knights of the Old Republic II: The Sith Lords beschäftigt.
Dark Alliance 2 wurde am 24. März 2003 angekündigt. In Europa wurde das Spiel über den amerikanischen Publisher Acclaim Entertainment vertrieben.

## Rezeption
Dark Alliance 2 erhielt gute, aber deutlich schlechtere Bewertungen als sein Vorgänger (Metacritic: 78 von 100 (PS2) / 77 (Xbox)). Mathias Oertel von 4Players bemängelte, dass das Spiel im Vergleich zum Vorgänger nur vorsichtige Ergänzungen des Spielprinzips vornehme und zu wenig Neuerungen beinhalte. Die unverändert vom Vorgänger übernommene Grafik sei zudem nicht mehr ganz auf der Höhe der Zeit und die Beschränkung des Mehrspielers auf zwei Spieler lasse das Spiel hinter Konkurrenzprodukte mit 4-Spieler-Option zurückfallen. Dennoch sei das unkomplizierte Spielprinzip immer noch motivierend und die Ergänzungen des Spielprinzips um Nebenquests und das Handwerkssystem eine sinnvolle Bereicherung.

## Nachfolger
Eine Fortführung wurde im Abspann des Spiels angedeutet und von Interplay öffentlich bestätigt. Aus lizenzrechtlichen Gründen und aufgrund anhaltender finanzieller Schwierigkeiten Interplays wurde das Projekt jedoch nie umgesetzt.